# Bunda
Bunda eller Xi Aquarii (ξ Aquarii, förkortat Xi Aqr, ξ Aqr) som är stjärnans Bayerbeteckning, är en dubbelstjärna belägen i den mellersta delen av stjärnbilden Vattumannen. Den har en skenbar magnitud på 4,68 och är synlig för blotta ögat där ljusföroreningar ej förekommer. Baserat på parallaxmätning inom Hipparcosuppdraget på ca 18,3 mas, beräknas den befinna sig på ett avstånd på ca 179 ljusår (ca 55 parsek) från solen.

## Nomenklatur
Tillsammans med Beta Aquarii (Sadalsuud) utgjorde Xi Aquarii den persiska mångården Bunda. I stjärnkatalogen i Al Achsasi al Mouakket-kalendern, betecknades stjärnan som Thanih Saad al Saaoud, som översatts till latin som Secunda Fortunæ Fortunarum, vilket betyder "Den andra lyckans lycka". Denna stjärna, tillsammans med Beta Aquarii och 46 Capricorni, var Sa'd al Su'ud(سعد السعود), "Lyckornas lycka".
År 2016 organiserade Internationella astronomiska unionen en arbetsgrupp för stjärnnamn (WGSN) med uppgift att katalogisera och standardisera riktiga namn för stjärnor. WGSN bestämde sig för att ange riktiga namn till enskilda stjärnor i stället för hela konstellationer och fastställde namnet Bunda för Xi Aquarii A i juni 2018 och detta är nu inskrivet i IAU:s Catalog of Star Names.

## Egenskaper
Primärstjärnan Xi Aquarii A är en blå till vit stjärna i huvudserien av spektralklass A7 V. Den har en massa som är ca 1,9 gånger större än solens massa, en radie som är ca 3 gånger större än solens och utsänder från dess fotosfär ca 34 gånger mera energi än solen vid en effektiv temperatur av ca 7 700 K.
Xi Aquarii är en enkelsidig dubbelstjärna, vilket innebär att närvaron av en osynlig följeslagare kan härledas från Dopplerskiftningar i spektrets absorptionslinjer. De två himlakropparna kretsar kring varandra med en omloppsperiod av 8 016 dygn (22 år) med en excentricitet av 0,54. Orbitaldata visar att följeslagaren, Xi Aquarii B, antingen är en röd dvärg eller en vit dvärgstjärna.